# La bella spagnola
La bella spagnola (What Happened to Rosa) è un film muto del 1920 diretto da Victor Schertzinger. La sceneggiatura di Gerald C. Duffy si basa su Rosa Alvaro, Entrante, racconto breve di Pearl Lenore Curran pubblicato il 22 novembre 1919 su The Saturday Evening Post. Prodotto dalla Goldwyn Pictures Corporation, il film aveva come interpreti Mabel Normand, Hugh Thompson, Doris Pawn, Tully Marshall, Eugenie Besserer. In un piccolo ruolo, appare anche Adolphe Menjou che di lì a poco sarebbe diventato una star del cinema.

## Trama

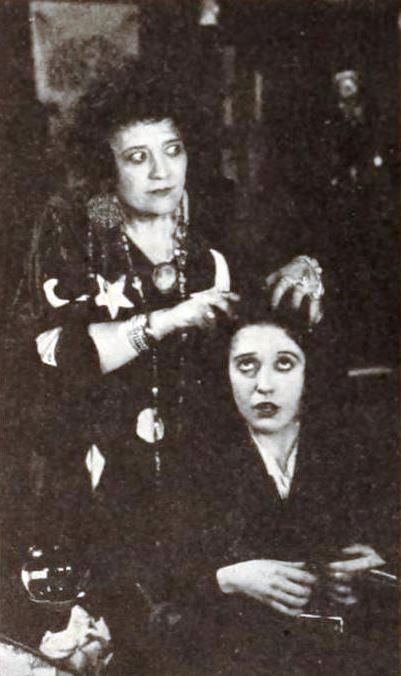
Eugenie Besserer (l'indovina) e Mabel Normand (Mayme)

Un'indovina rivela alla commessa Mayme Ladd di essere l'incarnazione di una nobile fanciulla spagnola, Rosa Alvaro. L'immaginazione di Mayme, figlia di una ballerina spagnola, si scatena. La ragazza, innamorata del dottor Drew, lo incontra su uno yacht dove si sta tenendo un ballo in maschera. Lei, vestita da ballerina spagnola, tiene celata la sua identità e piuttosto che rivelarla, si spoglia del costume gettandosi in acqua. Buona nuotatrice, Mayme raggiunge senza grandi sforzi la terra dove, fingendo un incidente, si fa soccorrere dai presenti, facendosi portare fino a casa del dottor Drew. Questi, sullo yacht, dopo aver trovato l'abito da spagnola della ragazza, era giunto a credere che fosse annegata e, sconsolato, aveva presto il suo abito per ricordo. Quando Mayme vede il suo costume nello studio del medico, lo indossa. Drew, convinto di dover visitare un paziente vede invece Mayme: felice, scopre così che la sua bella incantatrice spagnola è viva e vegeta.

## Produzione
Il film, prodotto dalla Goldwyn Pictures Corporation, venne girato con il titolo di lavorazione Rosa Alvaro.

## Distribuzione
Il copyright del film, richiesto dalla Goldwyn Pictures Corp., fu registrato il 22 novembre 1920 con il numero LP15839.

Distribuito dalla Goldwyn Distributing Company, il film uscì nelle sale cinematografiche statunitensi nel dicembre 1920.
Copia completa della pellicola si trova conservata negli archivi della Library of Congress di Washington e in quelli della Cineteca del Friuli di Gemona.
Il film, rimasterizzato, è stato distribuito in DVD in diverse edizioni fin dal 2006.